# Миколюнас, Саулюс
Са́улюс Миколюнас (лит. Saulius Mikoliūnas; род. 2 мая 1984, Вильнюс) — литовский футболист, полузащитник. Выступал за сборную Литвы.

## Биография

### Клубная карьера
Профессиональную карьеру начал в клубе «Швиеса». После перешёл в «Каунас». С 2005 года по 2009 год выступал на правах аренды в шотландском «Харт оф Мидлотиан». Вместе с командой выиграл Кубок Шотландии 2006 года. Летом 2009 года покинул «Хартс» в статусе свободного агента и перешёл в киевский «Арсенал». Хотя мог оказаться в российском клубе «Москва» и украинском «Днепре» из Днепропетровска. В украинской Премьер-лиге дебютировал 18 июля 2009 года в матче против луганской «Зари» (0:0). Мика вышел на 84 минуте вместо румына Йонуца Мазилу. В связи с финансовыми проблемами в «Арсенале», клуб вынужден был расстаться с некоторыми футболистов, в том числе и с Миколюнасом. 21 января 2012 года в качестве свободного агента Миколюнас подписал контракт с «Севастополем». Покинул клуб зимой 2014 года. В ноябре 2023 года футболист объявил о завершении профессиональной карьеры футболиста.

### Карьера в сборной
В сборной Литвы играет с 2004 года. Всего провёл 67 матчей и забил 4 гола.

## Достижения
«Каунас»
- Чемпион Литвы: 2004
- Обладатель Кубка Литвы: 2004
- Обладатель Суперкубка Литвы: 2004

«Хар оф Мидлотиан»
- Обладатель Кубка Шотландии: 2005/06

«Севастополь»
- Победитель Первой лиги Украины: 2012/13

«Жальгирис»
- Чемпион Литвы (4): 2016, 2020, 2021, 2022
- Обладатель Кубка Литвы (4): 2016, 2018, 2021, 2022
- Обладатель Суперкубка Литвы (4): 2016, 2017, 2020, 2023